# Trofeo Festa d'Elx

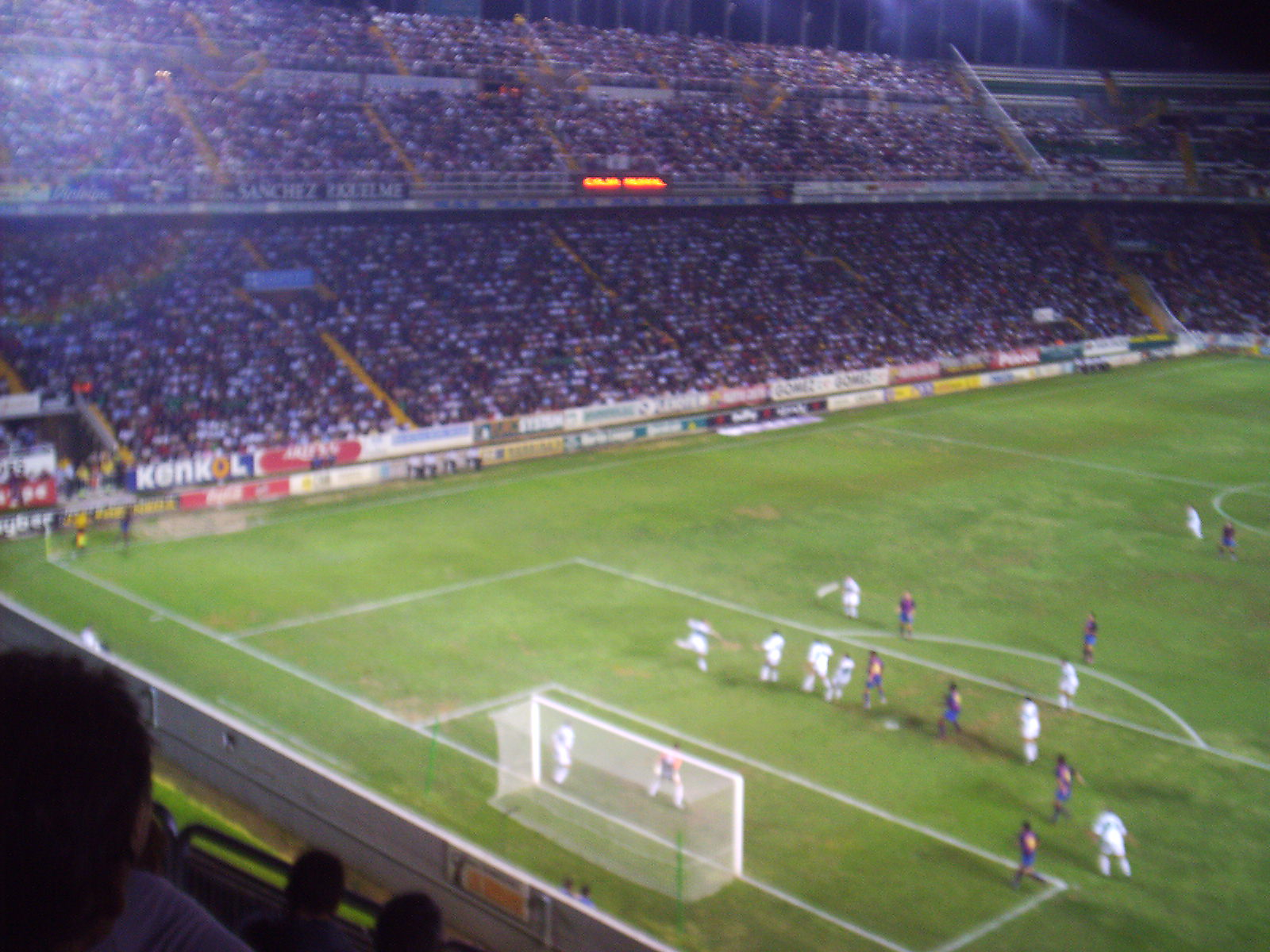
Partido entre el Elche CF y el FC Barcelona en la edición del trofeo de 2003.

El Trofeo Festa d'Elx es un torneo amistoso de fútbol que se organiza cada año en la ciudad española de Elche, de manera ininterrumpida desde 1960, siendo el sexto trofeo veraniego más antiguo de España, por detrás del Teresa Herrera, el Emma Cuervo de Ribadeo, el Concepción Arenal de Ferrol, el Ramón de Carranza de Cádiz y el Trofeo Luis Otero de Pontevedra, todos ellos nacidos antes de 1960. Un total de 39 clubes de 13 países diferentes han participado en trofeo, siendo el Elche C. F. quien ha disputado como local cada una de las ediciones. En 2014 se disputó por la LV edición, proclamándose el Elche C. F. campeón del torneo.

## Historia
El trofeo Festa d'Elx fue creado en el año 1960 por el Ayuntamiento de Elche para conmemorar las fiestas de la ciudad, en honor de la patrona la Virgen de la Asunción, cada 15 de agosto. En un primer momento el trofeo representaría la Palmera imperial, pero por diversos motivos se fabricó una copa bañada en plata que costó cerca de 20.000 pesetas. Se propuso dar al trofeo el nombre de José Esquitino, nombre de quien fuera presidente del Elche por aquel entonces, pero él mostró su desacuerdo. El actual trofeo es una representación a escala de la Dama de Elche con un baño de plata.

### Campeones
En negrita el equipo ganador del título.

### Títulos por clubes
| Club                         | Títulos | Años |
| ---------------------------- | ------- | --- |
| Elche C. F.                  | 28      | 1961, 1962, 1963, 1965, 1971, 1972, 1973, 1974, 1976, 1977, 1978, 1980, 1981, 1982, 1986, 1987, 1988, 1992, 1993, 1994, 1996, 1997, 2005, 2006, 2009, 2014, 2018, 2025 |
| Levante U. D.                | 4       | 1960, 1964, 2017, 2024 |
| Real Madrid C. F.            | 3       | 1984, 1985, 1999 |
| F. C. Barcelona              | 3       | 1970, 1989, 2003 |
| Real Murcia C. F.            | 3       | 1975, 1983, 2002 |
| Villarreal C. F.             | 2       | 2001, 2011 |
| U. D. Almería                | 2       | 2012, 2015 |
| R. C. D. Español             | 1       | 1966 |
| C. A. Independiente          | 1       | 1967 |
| Club Estudiantes de La Plata | 1       | 1969 |
| Club Guarani                 | 1       | 1968 |
| C. R. Vasco da Gama          | 1       | 1979 |
| Real Zaragoza                | 1       | 1990 |
| Valencia C. F.               | 1       | 1991 |
| Selección de Marruecos       | 1       | 1995 |
| Vasas Budapest SC            | 1       | 1998 |
| C. A. Osasuna                | 1       | 2000 |
| R. C. Deportivo de La Coruña | 1       | 2004 |
| R. C. D. Mallorca            | 1       | 2007 |
| Real Betis Balompié          | 1       | 2008 |
| Hércules C. F.               | 1       | 2010 |
| S. L. Benfica                | 1       | 2013 |
| Al-Rayyan SC                 | 1       | 2016 |
| Leeds United                 | 1       | 2022 |
| Parma Calcio 1913            | 1       | 2023 |